# Karl Lacina
Karl Lacina (* 17. September 1942 in Wien) ist ein österreichischer Politiker der Sozialdemokratischen Partei Österreichs (SPÖ). Er war von 1981 bis 1987 Abgeordneter zum Wiener Landtag und Mitglied des Wiener Gemeinderates und von 1987 bis 2008 Bezirksvorsteher des 20. Wiener Gemeindebezirks Brigittenau.

## Leben

### Ausbildung und Beruf
Karl Lacina absolvierte nach der Volks- und Hauptschule ab 1957 eine Lehre als Verkäufer bei der Firma Dusika, wo er bis 1964 auch als Verkäufer tätig war. Anschließend arbeitete er im Kaufhaus Steffl. Von März 1965 bis Dezember 1969 war er Sozialversicherungsangestellter in der Wiener Gebietskrankenkasse.

### Politik
1960 begann er seine politische Laufbahn bei der SPÖ im 20. Wiener Gemeindebezirks Brigittenau, wo er von 1970 bis 1985 als Bezirkssekretär fungierte. Von 1966 bis 1969 war er Mitglied im Fürsorgerat der Stadt Wien. 1970 wurde er Mitglied des Vorstandes der Kinderfreunde Brigittenau. Von 1977 bis 1981 war er als Bezirksrat Mitglied der Bezirksvertretung in Brigittenau. Am 14. Mai 1981 rückte er für Kurt Zeman in der 12. Wahlperiode im Wiener Landtag und Gemeinderat nach. Nach der Landtags- und Gemeinderatswahl in Wien 1987 schied er mit 21. Mai 1987 aus dem Landtag aus. 1987 wurde er als Nachfolger von Anton Deistler zum Bezirksvorsteher in Brigittenau gewählt, im April 2008 folgte ihm Hannes Derfler als Bezirksvorsteher nach.
Lacina war Vorsitzender der Wiener SPÖ-Bezirksvorsteher und Vizepräsident des Wiener Zivilschutzverbandes, Mitglied im Wiener Integrationsfonds-Beirat und im Kuratorium Wiener Pensionistenheime. Nach dem Tod von Rudolf Hundstorfer im August 2019 übernahm er interimistisch dessen Agenden als Präsident der Volkshilfe Wien. Als Nachfolger wurde im August 2020 Michael Häupl designiert.

## Auszeichnungen
- 1983: Goldenes Verdienstzeichen der Republik Österreich[1]
- 2001: Goldenes Ehrenzeichen für Verdienste um das Land Wien[3]